# Glaciar Thwaites
El glaciar Thwaites es un gran glaciar de la Antártida. Desemboca en el mar de Amundsen a unos 30 kilómetros al este del monte Murphy, en la tierra de Marie Byrd. Se encuentra en el sector antártico que no es reclamado por ningún país.
Está apodado como “glaciar del fin del mundo”.
Fue cartografiado por el Servicio Geológico de los Estados Unidos a partir de trabajos en el área y fotografías realizadas por la Armada de los Estados Unidos entre 1959 y 1966. Fue nombrado por el Comité Consultivo sobre Nomenclatura Antártica, en honor a Fredrik T. Thwaites, geólogo glacial, geomorfólogo y profesor emérito de la Universidad de Wisconsin-Madison.
Sus velocidades de superficie exceden los 2 km por año cerca de su línea de tierra, y su hielo que fluye más rápido se centra entre 50 y 100 km al este del monte Murphy.
Un estudio de la Universidad de Washington, utilizando mediciones satelitales y modelos de computadora, determinó que el glaciar se derrite gradualmente, lo que puede llevar a un colapso irreversible en los próximos 200 a 1000 años. De acuerdo a los expertos del Centro Espacial Goddard, esto significa que el glaciar está contribuyendo al 4 % del aumento del nivel del mar en todo el planeta, hasta un metro y medio más que en la actualidad.